# IIIe gouvernement de la République (Espagne)
Seconde Républiqe espagnol
Azaña I Azaña III
Le IIIe gouvernement de la République est le gouvernement de la République espagnole en fonction le 16 décembre 1931 au 12 juillet 1933.

## Historique du mandat
Manuel Azaña forme le nouveau gouvernement, conservant les mêmes personnes tout en y apportant quelques modifications. Acción Republicana converve le portefeuilles de la guerre. Le PSOE conserve ses trois portefeuilles (Instruction publique & Beaux-arts, Travaux publics, Santé & Travail) tout comme le Parti républicain radical-socialiste. La même chose se produit avec l'Organisation républicaine galicienne autonome. Le seul changement significatif est l'élimination des ministres du Parti républicain radical du gouvernement : Alejandro Lerroux et Diego Martínez Barrio, ce qui a entraîné un déplacement vers la gauche du nouveau cabinet. Acción Catalana (es) quitte également le gouvernement et est remplacé par la Gauche républicaine de Catalogne. Le portefeuille de l'État est détenu par l'universitaire et membre du parti républicain libéral démocrate, Luis Zulueta y Escolano.

## Composition
| Portefeuille                                             | Titulaires | Titulaires                | Parti |
| -------------------------------------------------------- | ---------- | ------------------------- | ----- |
| Président du Conseil Ministre de la Guerre               |            | Manuel Azaña              | AR    |
| Ministre d'État                                          |            | Luis Zulueta y Escolano   | PRLD  |
| Ministre de la Justice                                   |            | Álvaro de Albornoz        | PRRS  |
| Ministre de la Marine                                    |            | José Giral                | AR    |
| Ministre de l'Économie et des Finances                   |            | Jaime Carner              | ERC   |
| Ministre du Gouvernement                                 |            | Santiago Casares Quiroga  | ORGA  |
| Ministre de l'Instruction publique et des Beaux-arts     |            | Fernando de los Ríos      | PSOE  |
| Ministre des Travaux publics                             |            | Indalecio Prieto          | PSOE  |
| Ministre du Travail et de la Santé                       |            | Francisco Largo Caballero | PSOE  |
| Ministre de l'Agriculture, de l'Industrie et du Commerce |            | Marcelino Domingo         | PRRS  |